# Knölbläcksvamp
Knölbläcksvamp (Coprinopsis tuberosa) är en svampart som först beskrevs av Lucien Quélet, och fick sitt nu gällande namn av Doveri, Granito & Lunghini 2005. Coprinopsis tuberosa ingår i släktet Coprinopsis och familjen Psathyrellaceae.   Inga underarter finns listade i Catalogue of Life.
I den svenska databasen Dyntaxa används istället namnet Coprinus tuberosus för samma taxon.  Arten är reproducerande i Sverige.